# Boisset-lès-Montrond
Boisset-lès-Montrond är en kommun i departementet Loire i regionen Auvergne-Rhône-Alpes i centrala Frankrike. Kommunen ligger i kantonen Saint-Just-Saint-Rambert som tillhör arrondissementet Montbrison. År 2022 hade Boisset-lès-Montrond 1 214 invånare.

## Befolkningsutveckling
Antalet invånare i kommunen Boisset-lès-Montrond
| Referens: INSEE |